# Georg Escherich
Georg Escherich, född 4 januari 1870 i Schwandorf, Oberpfalz, död 26 augusti 1941 i München, var en tysk skogstjänsteman och politiker; bror till Karl Escherich.
Escherich anställdes 1893 vid Bayerns forstväsen och blev 1909 forstråd i Isen. Han företog två forsknings- och jaktresor till Abessinien och en till de 1911 till tyska kolonin Kamerun från Frankrike förvärvade delarna av Franska Kongo samt var under första världskriget först lantvärnskapten och sedan chef för den militära forstförvaltningen i Bialowiezaskogen. 
Mest känd är Escherich som befälhavare för den av honom 1919-20 i Bayern skapade skyddskåren Organisation Escherich, vanligen förkortad till Orgesch. Organisationen framgick ur de bayerska "invånarvärnen" och avsåg liksom dessa främst att skydda befolkningen mot kommunistiska revolutions- och plundringsförsök. En mängd dylika föreningar sammanslöt sig 10 maj 1920 på ett möte i Regensburg under Escherichs ledning. Organisationens ledare påstod sig vara missförstådda, när man i vänsterkretsar rätt allmänt uppfattade den som reaktionär. 
Organisationen syften utvecklades senare utförligt i ett program, som bland annat upptog avvärjande av separationssträvanden, bekämpande av bolsjevismen, medling av arbetstvister och av sociala motsättningar samt ett närmande mellan stad och landsbygd. I ett tillägg av augusti 1920 framhölls Orgeschs föresats att "vid varje omstörtning från höger eller vänster ställa sig till den författningsenliga regeringens förfogande". Organisationen ingrep bland annat i striden om Oberschlesien, och dess försäkringar, att dess medlemmar ej förfogade över vapen, vann föga tilltro. Särskilt ententeregeringarna såg i Orgesch ett frö till en väpnad frivillig nationalistarmé, och på deras i ett ultimatum framställda fordran upplöstes organisationen i juni 1921.